# Christopher Dell

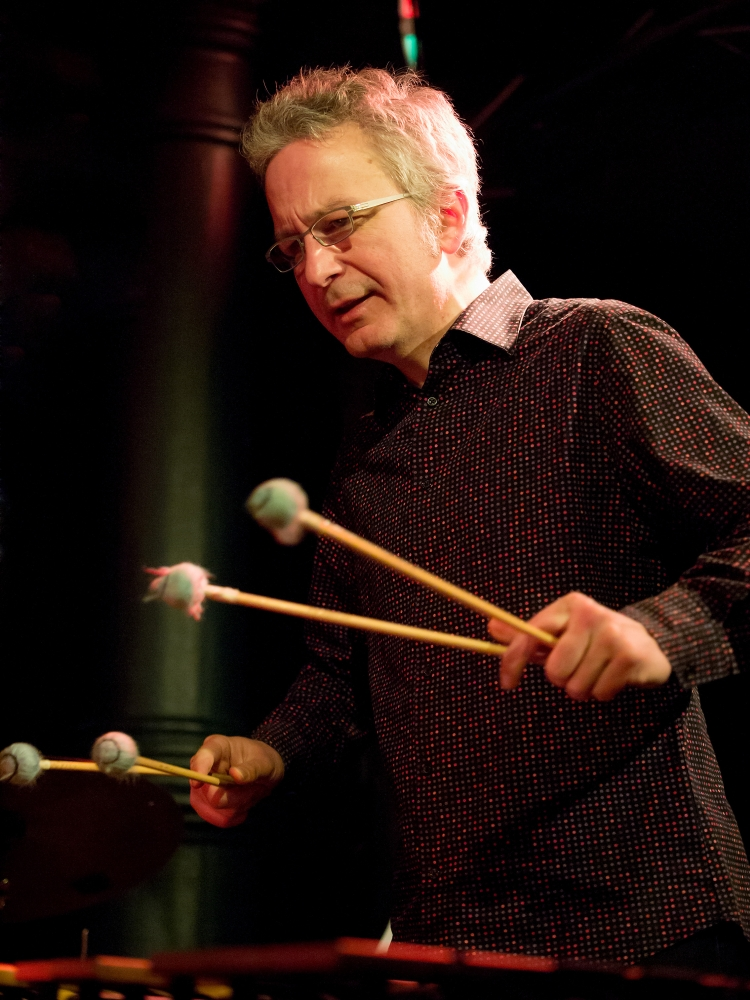
Christopher Dell im Jazzclub Unterfahrt, 2013

Christopher Dell (* 17. September 1965 in Darmstadt) ist ein deutscher Musiker, Komponist und Theoretiker.

## Leben und Wirken
Dell studierte Vibraphon, Schlagzeug und Komposition 1985/1986 in Hilversum und von 1986 bis 1988 in Rotterdam, von 1988 bis 1990 folgte ein Studium an der Berklee School of Music. Auch war er Stipendiat der Ferienkurse für Neue Musik Darmstadt.
Dell war als freier Komponist und Vibraphonist sowie von 1992 bis 2000 als Dozent an der Darmstädter Akademie für Tonkunst tätig. Außerdem spielt er in dem festen Trio D.R.A. mit, welches 2002 mit dem JazzArtAward ausgezeichnet wurde. Er nahm auch mit Theo Jörgensmann, Bob Brookmeyer, Seda, Klaus König, Hiram Bullock, Norbert Stein, Vince Mendoza und mit ElbtonalPercussion auf. Seit 2010 arbeitet er im Trio mit Christian Lillinger und Jonas Westergaard (Album Grammar, 2013). Ausgedehnte Tourneen spielte Dell mit dem Quartett von Wolfgang Haffner.
Dell leitet seit 2000 das „Institut für Improvisationstechnologie“ in Berlin und war von 2007 bis 2008 Artist in Residence am Goethe-Institut Kolkata. Im Mai 2012 promovierte Dell an der Universität Duisburg-Essen mit der Arbeit „Die improvisierende Organisation: Management nach dem Ende der Planbarkeit.“ 2014 habilitierte er an der Universität Magdeburg in Kulturwissenschaften.
Von 2008 bis 2010 und von 2015 bis 2018 hatte Dell eine Vertretungsprofessur für Städtebautheorie am Lehrstuhl „Urban Design“ an der HafenCity Universität Hamburg inne. Eine Gastprofessur in diesem Fach nahm er auch an der TU München wahr. Zwischen 2017 und 2020 hatte Dell eine Gastdozentur für Städtebau und Stadterneuerung an der Universität der Künste Berlin.
2017 wurde Dell in die Nordrhein-Westfälische Akademie der Wissenschaften gewählt; er gehört der Fachgruppe Musik an.

## Preise und Auszeichnungen (Auswahl)

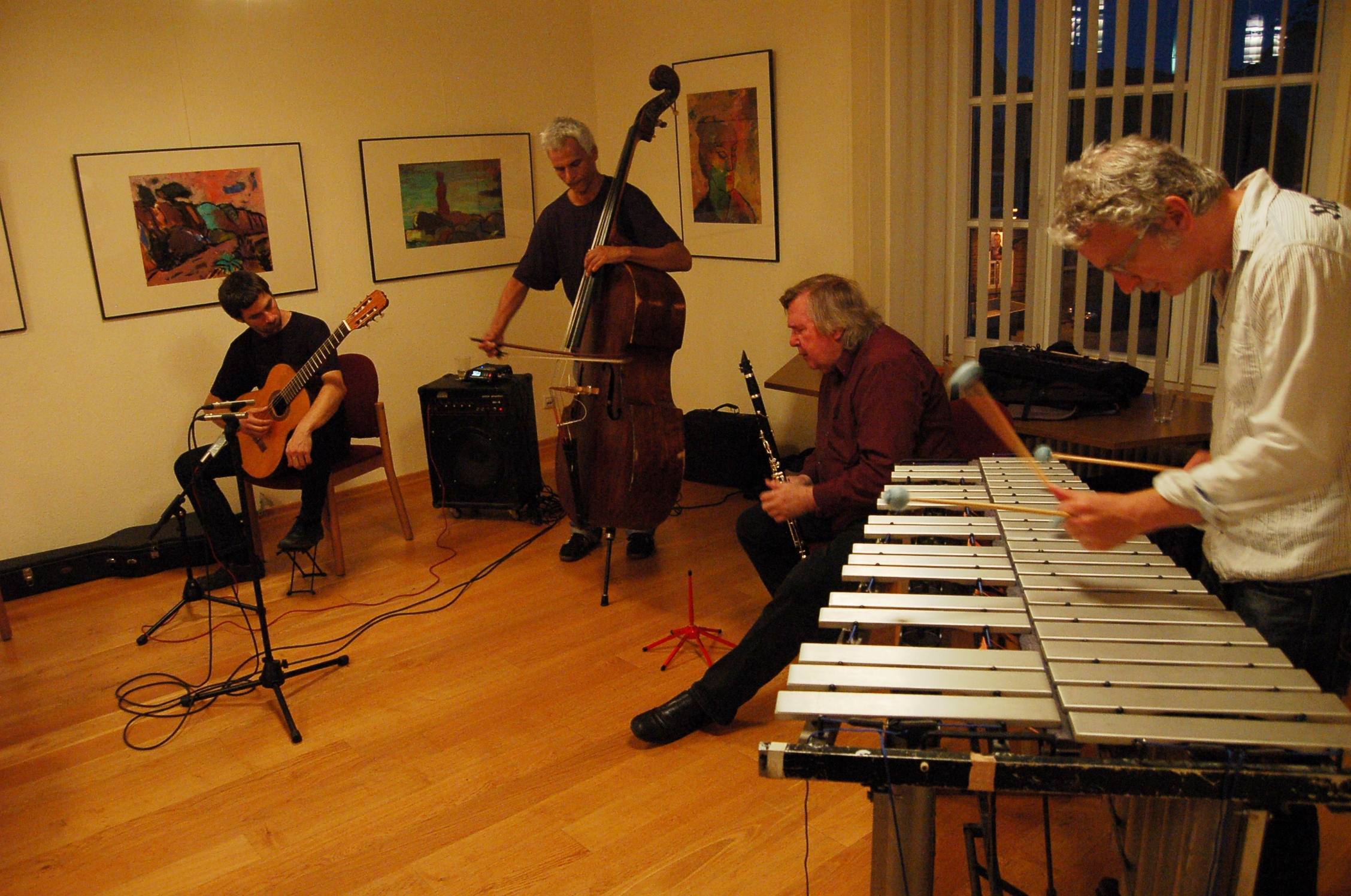
Christopher Dell und das Theo Jörgensmann Freedom Trio

- Scholarship Berklee School of Music (1988)
- Downbeat Allstar Award (1989)
- Gary Burton Jazz Award (1989)
- Finalist European Jazzcompetition, Brüssel (1994)
- JazzArt-Award, Musik des 21. Jahrhunderts, (2002)
- Darmstädter Musikpreis (2005)
- Golden Jazz Award (2015)
- Instrumentalist besondere Instrumente, Deutscher Jazzpreis 2021[4]
- Hessischer Jazzpreis 2022[5]
- SWR-Jazzpreis 2025[6]

## Diskografie (Auswahl)

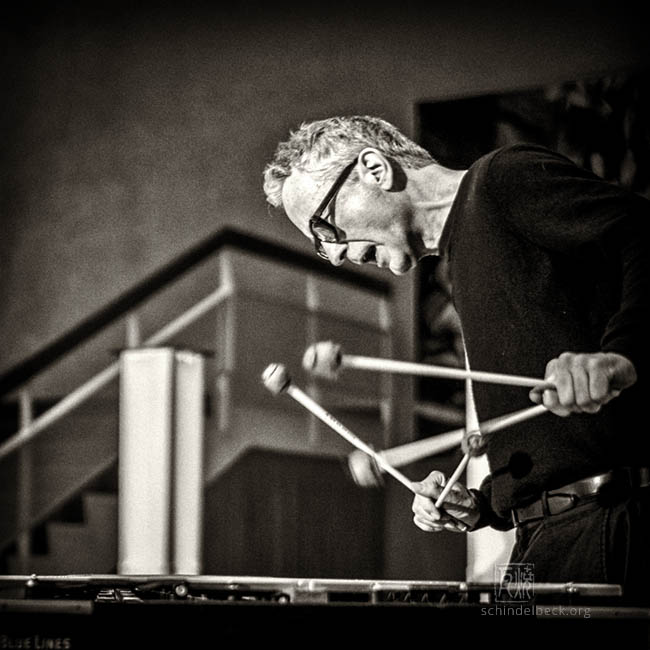
Christopher Dell, Jazzfabrik Rüsselsheim 2022

- Christopher Dell Where We Belong, mit John Schröder, Christian Ramond, Wolfgang Haffner (1992, Bellaphon)
- Christopher Dell Other Voices, Other Rooms, mit Billy Drewes, Jim Black (1995, Bellaphon)
- Christopher Dell Dancers on a Plane mit Heinz Sauer (1998 Konnex Records; Deutscher Schallplattenpreis)
- Christopher Dell D.R.A. Future of the Smallest Form (2000, mit Christian Ramond, Felix Astor)
- Christopher Dell und Hyperion Ensemble "Plötzlichkeit. Gesten" (2001) edition niehler werft
- Christopher Dell DRA Real (2002), edition niehler werft
- Dell + Flügel, Superstructure (2005), Labratory Instinct[7]
- Danielsson, Dell, Landgren Salzau Music on the Water (2005, ACT)
- 3D, Not Three, (2008 Not Two Records)
- WDR Big Band Benny Goodman Revisited, feat. Christopher Dell, Paquito D’Rivera, (2010, Connector)
- Christopher Dell D.R.A. Typology (2013) edition niehler werft
- Dell/Lillinger/Westergaard Grammar, (2013 gligg records)
- Art of Making (Christopher Dell, Theo Jörgensmann, Christian Ramond) Tribute, (2014) edition niehler werft
- Oles Brothers & Christopher Dell Komeda Ahead, (2015) jazzarium, Warschau
- Christopher Dell DRA 3rd critique, (2016) edition niehler werft
- Dell-Brecht-Lillinger-Westergaard, Boulez Materialism, (2018 plaist)
- Oleś Brothers & Christopher Dell Górecki Ahead, (2018 Audio Clave)
- Alterity Stream (2021, edition niehler werft, rec. 2000)[8]
- Wuchner Sommer Dell: Spirituality (2023, edition niehler werft)[9]
- Christopher Dell, Christian Lillinger, Jonas Westergaard: Extended Beats (2024, bastille, mit Klangforum Wien, Sonar Quartett, Tamara Stefanovich, Martin Adámek, Johannes Brecht); Vierteljahrespreis der deutschen Schallplattenkritik[10]

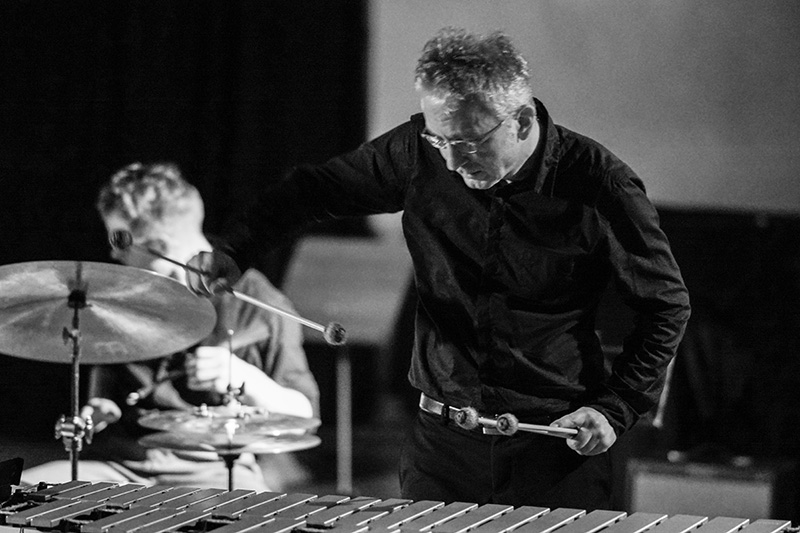
Christopher Dell und Christian Lillinger
Copenhagen Jazz Festival 2018

## Schriften
- Prinzip Improvisation. König, Köln 2002, ISBN 3-88375-605-9.
- Replaycity. Jovis, Berlin 2011, ISBN 978-3-86859-039-5.
- Tacit Urbanism. Post-Editions, Rotterdam 2009, ISBN 978-94-6083-006-8.
- Die improvisierende Organisation. Transcript, Bielefeld 2012, ISBN 978-3-8376-2259-1.
- Ware: Wohnen! Politik. Ökonomie. Städtebau. Jovis, Berlin 2013, ISBN 978-3-86859-268-9.
- Das Urbane – Wohnen. Leben. Produzieren Jovis Verlag Berlin 2014, ISBN 978-3-86859-239-9.
- Stadt als offene Partitur Lars Müller Verlag Zürich 2016, ISBN 978-3-86859-239-9.
- Epistemologie der Stadt Transcript, Bielefeld 2016
- Das Arbeitende Konzert/The Working Concert Leipzig 2020
- Tom paints the Fence, Re-Negotiating Urban Design (mit Bernd Kniess und Dominique Peck), Leipzig 2022
- Dialogue Concerts. Conceptual Research on Architecture and Music Leipzig 2022
- Raum und Handlung Bielefeld 2023
- Piazza Spinelli. Übungsraum für die Stadt (mit Sally Below), Berlin 2024